# Групова збагачувальна фабрика «Червона Зірка»
Групова збагачувальна фабрика «Червона Зірка» — збудована за проектом «Дондіпрошахт» і введена в дію у 1974 році з виробничою потужністю 3500 тис. тонн на рік. Фабрика призначена для збагачення антрациту у всьому діапазоні крупності, тобто з глибиною 0 мм. Технологічна схема двосекційна і передбачає збагачення класу 13-250 мм у важких середовищах, класу 0,5-13 мм — у відсаджувальних машинах, шламу 0-0,5 мм — у флотаційних машинах. Для зниження вологості товарного антрациту передбачена сушильна установка з барабанними сушарками. Продукти збагачення відвантажуються у вигляді товарних сортів, що виділяються за стандартною шкалою. В останні роки, зважаючи на обставини технологічного та економічного характеру, флотація та терміна сушарка на фабриці використовуються несистематично. Натомість вживаються заходи щодо підвищення ефективності механічного вловлювання та збезводнювання шламів.
Місце знаходження: залізнична станція Пелагіївський, смт Пелагіївка, Горлівський район, Донецька область.